# Temporada 1973-74 de los Detroit Pistons
La temporada 1973-74 fue la vigésimo sexta de los Pistons en la NBA, y la decimoséptima en su localización de Detroit, Míchigan. La temporada regular acabaron con 52 victorias y 30 derrotas, ocupando la cuarta posición de la Conferencia Oeste, clasificándose para los playoffs, donde cayeron en semifinales de conferencia ante Chicago Bulls.

## Elecciones en elDraft
| Ronda | Puesto | Jugador     | Posición  | Nacionalidad   | Universidad         |
| ----- | ------ | ----------- | --------- | -------------- | ------------------- |
| 3     | 44     | Bo Lamar    | Base      | Estados Unidos | Louisiana-Lafayette |
| 2     | 50     | Larry Kenon | Ala-Pívot | Estados Unidos | Memphis             |
| 8     | 129    | Ben Kelso   | Escolta   | Estados Unidos | Central Michigan    |

## Temporada regular
| División Medio Oeste    | División Medio Oeste | División Medio Oeste | División Medio Oeste | División Medio Oeste | División Medio Oeste | División Medio Oeste | División Medio Oeste | División Medio Oeste |
| Equipo                  | G                    | P                    | %                    | PD                   | Casa                 | Fuera                | Neutral              | Div                  |
| ----------------------- | -------------------- | -------------------- | -------------------- | -------------------- | -------------------- | -------------------- | -------------------- | -------------------- |
| y-Milwaukee Bucks       | 59                   | 23                   | .720                 | –                    | 31–7                 | 24–16                | 4–0                  | 14–6                 |
| x-Chicago Bulls         | 54                   | 28                   | .659                 | 5                    | 32–9                 | 21–19                | 1–0                  | 13–7                 |
| x-Detroit Pistons       | 52                   | 30                   | .634                 | 7                    | 29–12                | 23–17                | 0–1                  | 9–11                 |
| Kansas City–Omaha Kings | 33                   | 49                   | .402                 | 26                   | 20–21                | 13–28                | –                    | 4–16                 |

## Playoffs

### Semifinales de Conferencia
Chicago Bulls vs. Detroit Pistons 
| Fecha       | Partido                                | Ciudad  |
| ----------- | -------------------------------------- | ------- |
| 30 de marzo | Chicago Bulls 88, Detroit Pistons 97   | Chicago |
| 1 de abril  | Detroit Pistons 103, Chicago Bulls 108 | Detroit |
| 5 de abril  | Chicago Bulls 84, Detroit Pistons 83   | Chicago |
| 7 de abril  | Detroit Pistons 102, Chicago Bulls 87  | Detroit |
| 9 de abril  | Chicago Bulls 98, Detroit Pistons 94   | Chicago |
| 11 de abril | Detroit Pistons 92, Chicago Bulls 88   | Detroit |
| 13 de abril | Chicago Bulls 96, Detroit Pistons 94   | Chicago |
|             | Chicago Bulls gana las series 4-3      |         |

## Estadísticas
| Rk | Jugador        | Edad | P  | PT | MP   | TC  | TCI  | %TC  | TL  | TLI | %TL  | RO  | RD  | RT   | AS  | RB  | TAP | BP | FP  | PTS  |
| -- | -------------- | ---- | -- | -- | ---- | --- | ---- | ---- | --- | --- | ---- | --- | --- | ---- | --- | --- | --- | -- | --- | ---- |
| 1  | Dave Bing      | 30   | 81 |    | 38.6 | 7.2 | 16.5 | .436 | 4.4 | 5.4 | .813 | 1.3 | 2.1 | 3.5  | 6.9 | 1.3 | 0.2 |    | 2.7 | 18.8 |
| 2  | Bob Lanier     | 25   | 81 |    | 37.6 | 9.2 | 18.3 | .504 | 4.0 | 5.0 | .797 | 3.3 | 9.9 | 13.3 | 4.2 | 1.4 | 3.0 |    | 3.4 | 22.5 |
| 3  | Don Adams      | 26   | 74 |    | 31.1 | 4.1 | 10.0 | .408 | 2.1 | 2.7 | .761 | 1.8 | 4.3 | 6.1  | 1.9 | 1.5 | 0.2 |    | 3.3 | 10.3 |
| 4  | Curtis Rowe    | 24   | 82 |    | 30.5 | 4.6 | 9.4  | .494 | 1.4 | 2.1 | .698 | 2.0 | 4.2 | 6.3  | 1.7 | 0.6 | 0.4 |    | 2.2 | 10.7 |
| 5  | Chris Ford     | 25   | 82 |    | 25.1 | 3.2 | 7.3  | .444 | 0.7 | 0.9 | .740 | 1.3 | 2.4 | 3.7  | 3.4 | 1.8 | 0.2 |    | 1.9 | 7.1  |
| 6  | John Mengelt   | 24   | 77 |    | 20.2 | 3.2 | 7.2  | .446 | 2.4 | 3.0 | .795 | 0.5 | 2.2 | 2.7  | 1.9 | 0.9 | 0.1 |    | 2.1 | 8.8  |
| 7  | Stu Lantz      | 27   | 50 |    | 19.6 | 3.1 | 7.2  | .427 | 2.8 | 3.3 | .848 | 0.7 | 1.6 | 2.3  | 1.9 | 0.8 | 0.1 |    | 1.6 | 8.9  |
| 8  | George Trapp   | 25   | 82 |    | 18.2 | 4.1 | 8.5  | .481 | 1.2 | 1.6 | .739 | 1.2 | 2.6 | 3.8  | 1.0 | 0.6 | 0.4 |    | 2.8 | 9.3  |
| 9  | Willie Norwood | 26   | 74 |    | 15.9 | 3.3 | 6.5  | .510 | 1.3 | 1.9 | .664 | 1.3 | 1.8 | 3.1  | 0.8 | 0.8 | 0.1 |    | 2.1 | 8.0  |
| 10 | Jim Davis      | 32   | 78 |    | 12.1 | 1.5 | 3.6  | .413 | 1.2 | 1.8 | .647 | 1.3 | 2.4 | 3.8  | 1.1 | 0.5 | 0.4 |    | 2.0 | 4.2  |
| 11 | Bob Nash       | 23   | 35 |    | 8.0  | 1.2 | 3.3  | .357 | 0.7 | 1.1 | .615 | 0.9 | 1.2 | 2.1  | 0.4 | 0.1 | 0.3 |    | 1.0 | 3.0  |
| 12 | Ben Kelso      | 24   | 46 |    | 6.5  | 0.8 | 2.1  | .365 | 0.3 | 0.5 | .682 | 0.3 | 0.3 | 0.7  | 0.4 | 0.3 | 0.0 |    | 1.0 | 1.8  |

## Galardones y récords
| Jugador    | Galardón                              |
| Dave Bing  | 2.º Mejor quinteto de la NBA All-Star |
| Ray Scott  | Entrenador del Año de la NBA          |
| Bob Lanier | All-Star                              |